# Homalattus obscurus
Homalattus obscurus là một loài nhện trong họ Salticidae.
Loài này thuộc chi Homalattus. Homalattus obscurus được Elizabeth Maria Gifford Peckham & George William Peckham miêu tả năm 1903.